# Kazimierówka (województwo łódzkie)
Kazimierówka – wieś w Polsce położona w województwie łódzkim, w powiecie kutnowskim, w gminie Bedlno.
W latach 1975–1998 miejscowość administracyjnie należała do województwa płockiego.